# Pycnarmon abraxalis
Pycnarmon abraxalis is een vlinder van de familie van de grasmotten (Crambidae). De wetenschappelijke naam van deze soort is voor het eerst voorgesteld als Zebronia abraxalis door Francis Walker in een publicatie uit 1866.
De soort komt voor in India (West-Bengalen), Bhutan, Myanmar en Thailand.